# Südliches Kleines Nachtpfauenauge
Das Südliche Kleine Nachtpfauenauge (Saturnia pavoniella), auch Ligurisches Nachtpfauenauge genannt, ist ein Schmetterling aus der Familie der Pfauenspinner (Saturniidae). Die Art wurde 2003 durch Huemer & Nässig vom Kleinen Nachtpfauenauge (Saturnia pavonia) getrennt. Dies wird insbesondere mit der Unfruchtbarkeit der F1-Hybride der beiden Arten, Unterschieden in der Flügelmusterung und der Genitalmorphologie begründet.

## Merkmale

### Falter
Die Falter haben eine Flügelspannweite von 45 bis 70 Millimeter (Männchen) bzw. 50 bis 95 Millimeter (Weibchen). Sie sind damit größer als das ähnliche Kleine Nachtpfauenauge. Die Männchen sind zudem meist kräftiger rost- bis weinrot gefärbt, die Weibchen haben insbesondere an den Hinterflügeln häufig eine rosa Bestäubung. Auch der Umriss der Flügel ist runder, häufig mit breit ausgebogenem Außenrand an den Vorderflügeln. Die ähnliche Art besitzt hingegen dreiecksähnliche Vorderflügel mit geradem Außenrand.
Zumindest bei ostalpinen Populationen (insbesondere bei den Weibchen) ist der Verlauf der Post- und Submediallinien der Hinterflügel ein gutes Unterscheidungsmerkmal. Bei S. pavoniella kommen sich die beiden Linien hinter den Augenflecken sehr nahe, um sich zum Innenrand hin wieder voneinander zu entfernen. Vor dem Innenrand biegen die Linien gut erkennbar nach hinten ab. Die beiden Linien verlaufen bei der ähnlichen Art zum Innenrand nahezu parallel und biegen auch nicht am Rand nach hinten ab. Ebenso zur Unterscheidung der östlichen Populationen ist der Hinterleib der Weibchen geeignet. Bei S. pavoniella ist er nahezu einfarbig graubraun und trägt nur manchmal heller braun gefärbte Intersegmentalhäute. Bei S. pavonia ist der Hinterleib einfarbig grau mit weißlichen Querstreifen an den hinteren Segmentgrenzen. Diese beiden Merkmale können jedoch bei nordostspanischen und südfranzösischen Populationen nicht zur Artbestimmung herangezogen werden. Im Allgemeinen sind die Merkmale nur wenig variabel. Probleme bei der Artabgrenzung bereiten offenbar in Überschneidungsgebieten auftretende F1-Hybride, bei denen möglicherweise durch fortpflanzungsfähige männliche Hybride Introgression auftritt.
Bei den Männchen ist der bauchseitige Rand der Valven mit einem lappenartigen Fortsatz versehen. Bei der ähnlichen Art ist ein zweiter dornförmiger Fortsatz am distalen Ende des Sacculus ausgebildet, der bei S. pavoniella höchstens als kleines Zähnchen ausgebildet ist. Bei den weiblichen Genitalien sind die Spitzen der Postapophysen mäßig bis deutlich pfeilförmig erweitert.

### Ei
Die Eier sind 1,4 mal 2,2 Millimeter groß und sind gräulich-weiß mit oliv-braunem Klebematerial.

### Raupe

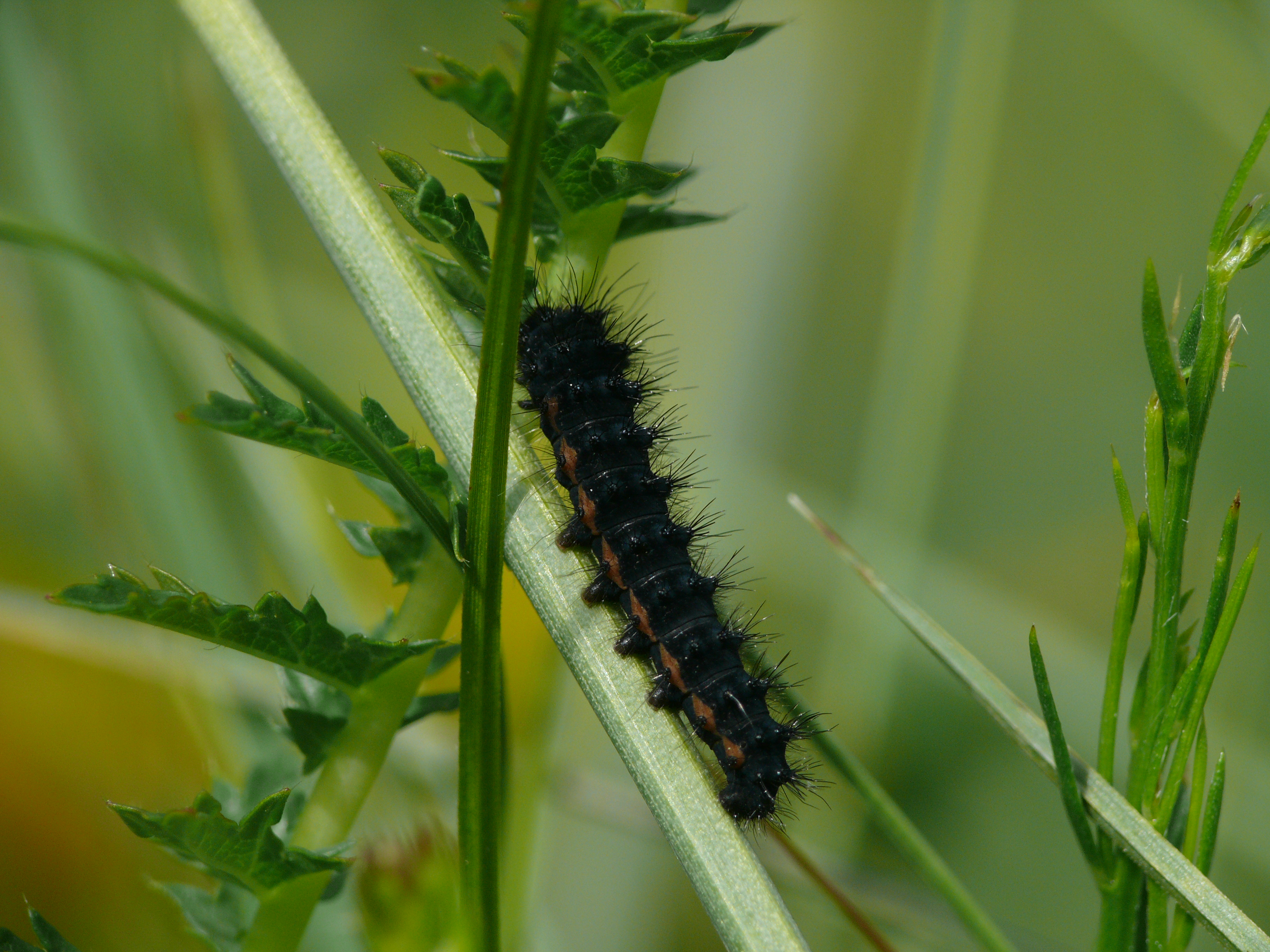
Junge Raupe von Saturnia pavionella

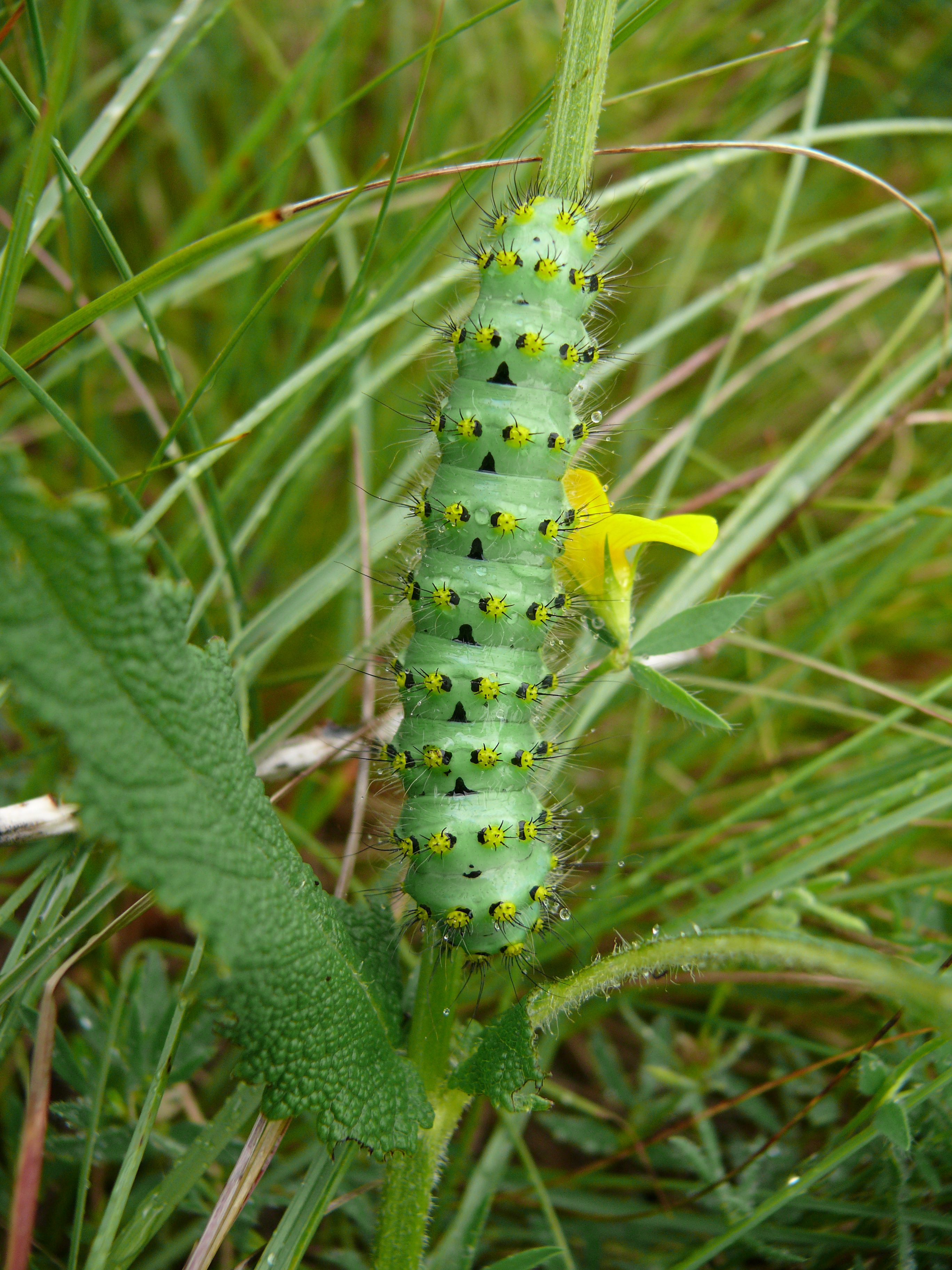
Ausgewachsene Raupe von Saturnia pavionella an Salbei

Die Raupen erreichen eine Länge von 67 bis 88 Millimeter. Die anfangs zwei bis drei Millimeter langen Tiere sind zunächst schwarz und beborstet. Mit zunehmendem Wachstum treten orange Flecke um die Basis der Tuberkel, insbesondere ventro-lateral hervor. Diese dehnen sich im Laufe der Entwicklung weiter aus, verschmelzen miteinander und werden – anders als bei S. pavonia, wo dies selten schon vorher vorkommt – nach der dritten Häutung zunehmend grün. In der Regel sind die ausgewachsenen Tiere pfefferminzgrün und tragen am Hinterleib eine gelbe Längslinie unterhalb der Stigmen. Jedes Segment ist am Rücken mit einem Halbring aus sechs stachelbewehrten Tuberkeln versehen, die manchmal basal einen schwarzen Ring tragen. Diese können bei manchen Tieren zu schwarzen Flecken verschmelzen. Die ausgewachsenen Raupen haben in ihrer Körperfarbe deutlich weniger Schwarzanteile als S. pavonia.
Die Raupen von S. pavonia sind ab dem zweiten Stadium im Allgemeinen variabler gefärbt und sind auch bunter, unruhiger und weniger einheitlich gemustert als die von S. pavoniella. Bei letzterer Art werden zuerst die schwarzen Ringe um die einzelnen Segmente entlang der Soli in einzelne Flecke nach grün aufgelöst, und die schwarze Rückenlinie bleibt am längsten bestehen. Im vierten Stadium hat die Raupe häufig ein Gittermuster mit zusätzlichen schwarzen Qerringen über den Scoli. Bei der ähnlichen Art löst sich zuerst die Dorsallinie auf, während die Ringe am längsten schwarz bleiben. Die Raupe im vierten Stadium ist dann viel unregelmäßiger gefärbt und hat nur sehr selten ein Gittermuster. Die ausgewachsenen Raupen sind bei S. pavionella häufig bis auf die Scoli einfarbig grün, wohingegen die Raupen der ähnlichen Art mindestens schwarze Querringe entlang der Scoli aufweisen. Die Reduktion der Schwarzanteile ist jedoch individuell sehr variabel und feuchtigkeits-, temperatur- und lichtabhängig. Je trockener, wärmer und heller, desto früher werden die Raupen grün. Die Tuberkel auf den Scoli sind individuell variabel gelb oder seltener rötlich gefärbt.

### Puppe
Die kommaförmige Puppe ist 22 bis 28 Millimeter lang. Sie ist hell- bis dunkelbraun gefärbt und dorso-ventral deutlich abgeflacht.

### Ähnliche Arten
- Wiener Nachtpfauenauge (Saturnia pyri)
- Mittleres Nachtpfauenauge (Saturnia spini)
- Kleines Nachtpfauenauge Saturnia pavonia

## Vorkommen
Die Art kommt von den alpinen Gebieten Österreichs, Tschechien, der Slowakei und Italien über Südosteuropa bis in den Norden der Türkei und den Kaukasus vor. Der Artstatus in Kleinasien ist jedoch unklar, ebenso wie die Verbreitung der Art in Südostfrankreich. Im Süden Deutschlands und im Norden Österreichs überschneidet sich das Vorkommen der Art mit der von S. pavonia. Aus Oberösterreich gibt es einige wenige Nachweise.

## Lebensweise
Die Lebensweise von S. pavoniella unterscheidet sich nicht von der von S. pavonia. Einzig beim Paarungsverhalten gibt es Unterschiede. Die Weibchen der ersten Art paaren sich mit mehreren Männchen hintereinander, wohingegen die der anderen Art nur einmal Männchen anlocken und nach der ersten Paarung damit aufhören.

### Flug- und Raupenzeiten
Die Falter fliegen von Februar bis Juni. Im Norden Griechenlands liegt das Maximum im Mai.

### Nahrung der Raupen
Die Raupen ernähren sich polyphag. Je nach Region bevorzugen sie andere Nahrungspflanzen. Zu diesen zählen insbesondere Rubus-Arten, Schlehdorn (Prunus spinosa), Weißdorne (Crataegus), Eichen (Quercus), Hainbuchen (Carpinus) Birken (Betula), Weiden (Salix), Heidekräuter (Erica), Heidelbeeren (Vaccinium), Spiersträucher (Spiraea), Mädesüß (Filipendula), Blutweideriche (Lythrum), Fingerkräuter (Potentilla), Rosen (Rosa), Besenheide (Calluna) und Sanddorne (Hippophae). Im Norden Griechenlands findet man die Raupen meistens an Mittelmeer-Brombeere (Rubus ulmifolius) und Pyrus amygdaliformis.

## Entwicklung
Die Weibchen legen ihre Eier in einem ungeordneten Gelege ab, das regelmäßig, aber spärlich mit Schuppen des Hinterleibs durchmengt ist. Die Raupen schlüpfen 10 bis 14 Tage nach der Ablage. Anfangs fressen sie Teile der Eischale und versammeln sich dann in Gruppen. Sie bewegen sich ziemlich offen umher und halten sich zum Fressen eher auf den niedrigen Teilen der Nahrungspflanzen auf. Ab dem dritten Stadium verteilen sie sich und leben als Einzelgänger. Größere Raupen findet man dann höher oben auf den Nahrungspflanzen. Die Verpuppung findet in einem doppelwandigen braunen Kokon tief unten an der Nahrungspflanze statt. Häufig befindet sie sich auf Höhe des Erdbodens. Die äußere sehr weite, sackförmige Schicht ist lose und geschlossen. Die innere Schicht ist fest, sehr schlank, langgestreckt birnenförmig. Es ist eine doppelte Schlupfreuse ausgebildet. Der kleinere Kokon von S. pavonia ist hingegen ohne vollständige Außenschicht, der Innenkokon ist gedrungener und rundlicher. Parasitoide, die die Art befallen, sind nicht bekannt.

## Belege